# Rock Believer
| Оценки критиков | Оценки критиков |
| Источник        | Оценка          |
| --------------- | --------------- |
| Blabbermouth    | [ 3 ]           |
| BraveWords      | [ 4 ]           |
| Classic Rock    | [ 5 ]           |
| laut.de         | [ 6 ]           |
| Metal Hammer    | [ 7 ]           |
| Rock Hard       | [ 8 ]           |
| Sputnikmusic    | [ 9 ]           |

Rock Believer (с англ. — «Верующий в рок») — девятнадцатый студийный альбом немецкой рок-группы Scorpions, вышедший 25 февраля 2022 года. Это их первый студийный альбом за семь лет с момента выхода Return to Forever в 2015 году, а также первый альбом с барабанщиком Микки Ди, который в 2016 году заменил Джеймса Коттака. Продюсером записи выступил Ханс-Мартин Бафф (Принс, No Doubt, Boney M).
«Rock Believer» возглавил iTunes России и Словакии, а также вошла в топ-10 iTunes-чартов США, Германии, Франции и Канады.

## Об альбоме
25 июля 2020 года Scorpions вошли в студию Peppermint Park в Ганновере, чтобы возобновить работу над своим девятнадцатым студийным альбомом. Сессии альбома, которые первоначально должны были проходить в Лос-Анджелесе, проводились удалённо, при участии продюсера Грега Фидельмана через Zoom. 29 сентября 2021 года стало известно, что новый альбом будет называться Rock Believer и будет выпущен 11 февраля 2022 года. Семилетний перерыв между ним и Return To Forever станет самым длинным в карьере Scorpions.
4 ноября 2021 года группа выпустила первый сингл «Peacemaker», а также анонсировала мировое турне, которое должно начаться девятью концертами подряд в марте 2022 года в Лас-Вегасе.
По словам Клауса Майне, «Rock Believer — это тот тяжёлый рок, за который нас и любят с 70-80-х, а к тому же ещё и позитивный, открытый нараспашку, предельно искренний и душевный».

## Отзывы критиков
Джон Эйзелвуд (Loudersound) поставил альбому четыре балла из пяти, а песню «When I Lay My Bones to Rest» назвал «лучшим моментом группы в нынешнем веке». Портал Blabbermouth поставил пластинке восемь баллов из десяти, отметив, что группа вернулась к тому звучанию, которое подпитывало их на пике карьеры, а уровень энергии и мастерство исполнения не дают трекам усталости. По мнению портала Sputnikmusic, Rock Believer — «большое достижение для легендарной немецкой группы, с учётом обстоятельств» и эти песни вполне могут стать классикой в будущем.

## Список композиций
| №   | Название                              | Текст песни | Музыка                  | Длительность |
| --- | ------------------------------------- | ----------- | ----------------------- | ------------ |
| 1.  | «Gas in the Tank»                     |             |                         | 3:40         |
| 2.  | «Roots in My Boots»                   |             |                         | 3:17         |
| 3.  | «Knock 'em Dead»                      |             |                         | 4:11         |
| 4.  | «Rock Believer»                       | Клаус Майне | Рудольф Шенкер          | 3:57         |
| 5.  | «Shining of Your Soul»                |             |                         | 3:58         |
| 6.  | «Seventh Sun»                         |             |                         | 5:31         |
| 7.  | «Hot and Cold»                        |             |                         | 4:13         |
| 8.  | «When I Lay My Bones to Rest»         |             |                         | 3:08         |
| 9.  | «Peacemaker»                          | Майне       | Шенкер, Павел Мончивода | 2:56         |
| 10. | «Call of the Wild»                    |             |                         | 5:21         |
| 11. | «When You Know (Where You Come From)» |             |                         | 4:22         |

| №   | Название                              | Длительность |
| --- | ------------------------------------- | ------------ |
| 12. | «Shoot for Your Heart»                | 4:02         |
| 13. | «When Tomorrow Comes»                 | 3:48         |
| 14. | «Unleash the Beast»                   | 4:17         |
| 15. | «Crossing Borders»                    | 3:38         |
| 16. | «When You Know (Where You Come From)» | 3:45         |

## Участники записи
- Клаус Майне — вокал
- Рудольф Шенкер — гитара
- Маттиас Ябс — гитара
- Павел Мончивода — бас-гитара
- Микки Ди — ударные

## Позиции в чартах
| Чарт (2022)                                   | Наивысшая позиция |
| --------------------------------------------- | ----------------- |
| Австрия (Ö3 Austria)                          | 4                 |
| Бельгия/Валлония (Ultratop)                   | 1                 |
| Бельгия/Фландрия (Ultratop)                   | 3                 |
| Великобритания (UK Albums Chart)              | 18                |
| Великобритания (UK Rock & Metal Albums Chart) | 2                 |
| Венгрия (MAHASZ)                              | 5                 |
| Германия (Offizielle Top 100)                 | 2                 |
| Греция (IFPI)                                 | 7                 |
| Испания (PROMUSICAE)                          | 5                 |
| Италия (Classifica album)                     | 24                |
| Канада (Canadian Albums Chart)                | 60                |
| Нидерланды (Album Top 100)                    | 15                |
| Польша (ZPAV)                                 | 1                 |
| Португалия (AFP)                              | 5                 |
| США (Billboard 200)                           | 59                |
| США (Billboard Top Hard Rock Albums)          | 2                 |
| США (Billboard Top Rock Albums)               | 9                 |
| Финляндия (Suomen virallinen lista)           | 3                 |
| Франция (SNEP)                                | 2                 |
| Хорватия (IFPI)                               | 3                 |
| Чехия (ČNS IFPI)                              | 14                |
| Швейцария (Schweizer Hitparade)               | 2                 |
| Швеция (Sverigetopplistan)                    | 6                 |
| Шотландия (Scottish Albums Chart)             | 8                 |
| Япония (Billboard Japan)                      | 33                |
| Япония (Oricon)                               | 27                |